# Phreatia altigena
Phreatia altigena är en orkidéart som beskrevs av Rudolf Schlechter. Phreatia altigena ingår i släktet Phreatia och familjen orkidéer. Inga underarter finns listade i Catalogue of Life.